# Юкеріц
Юкеріц (нім. Ückeritz) — громада в Німеччині, розташована в землі Мекленбург-Передня Померанія. Входить до складу району Передня Померанія-Грайфсвальд. Складова частина об'єднання громад Узедом-Зюд.
Площа — 13,64 км2. Населення становить 1009 ос. (станом на 31 грудня 2020).

## Галерея

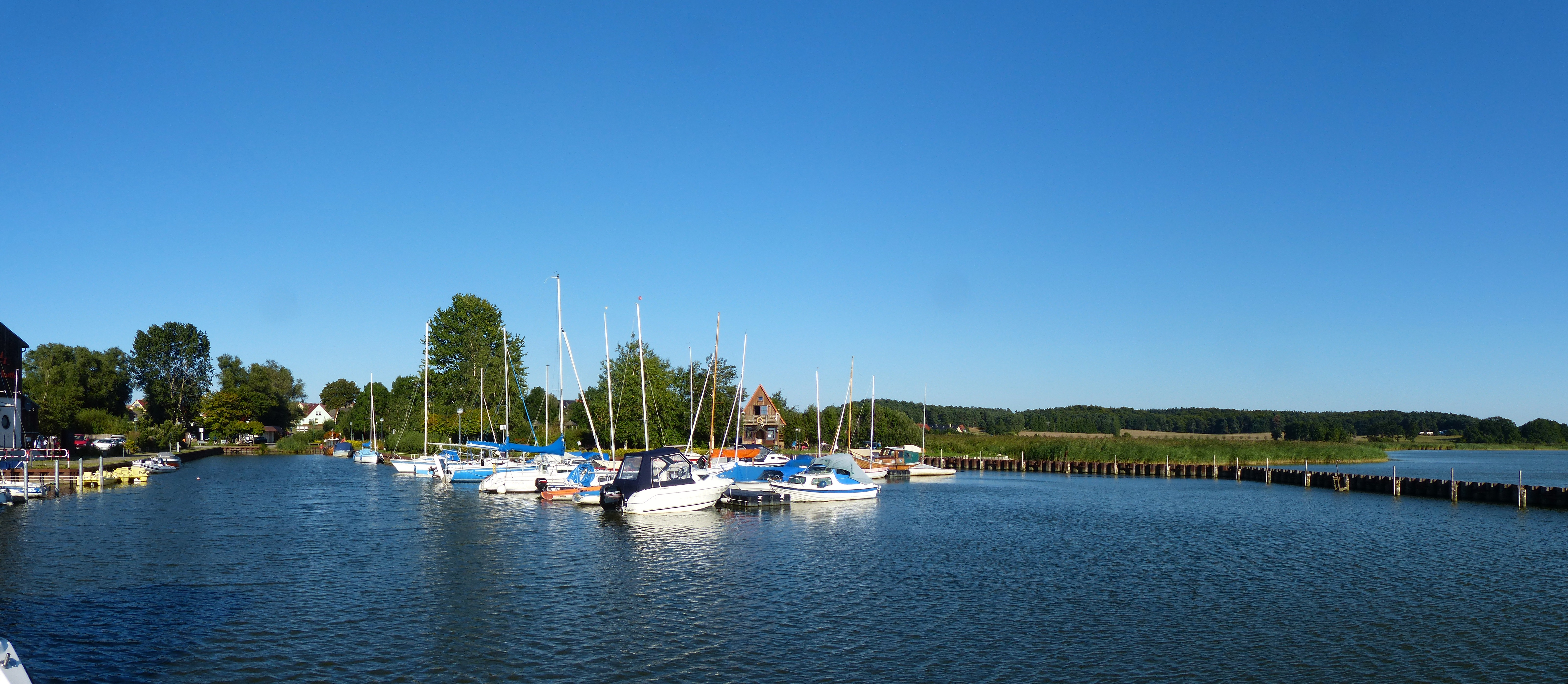
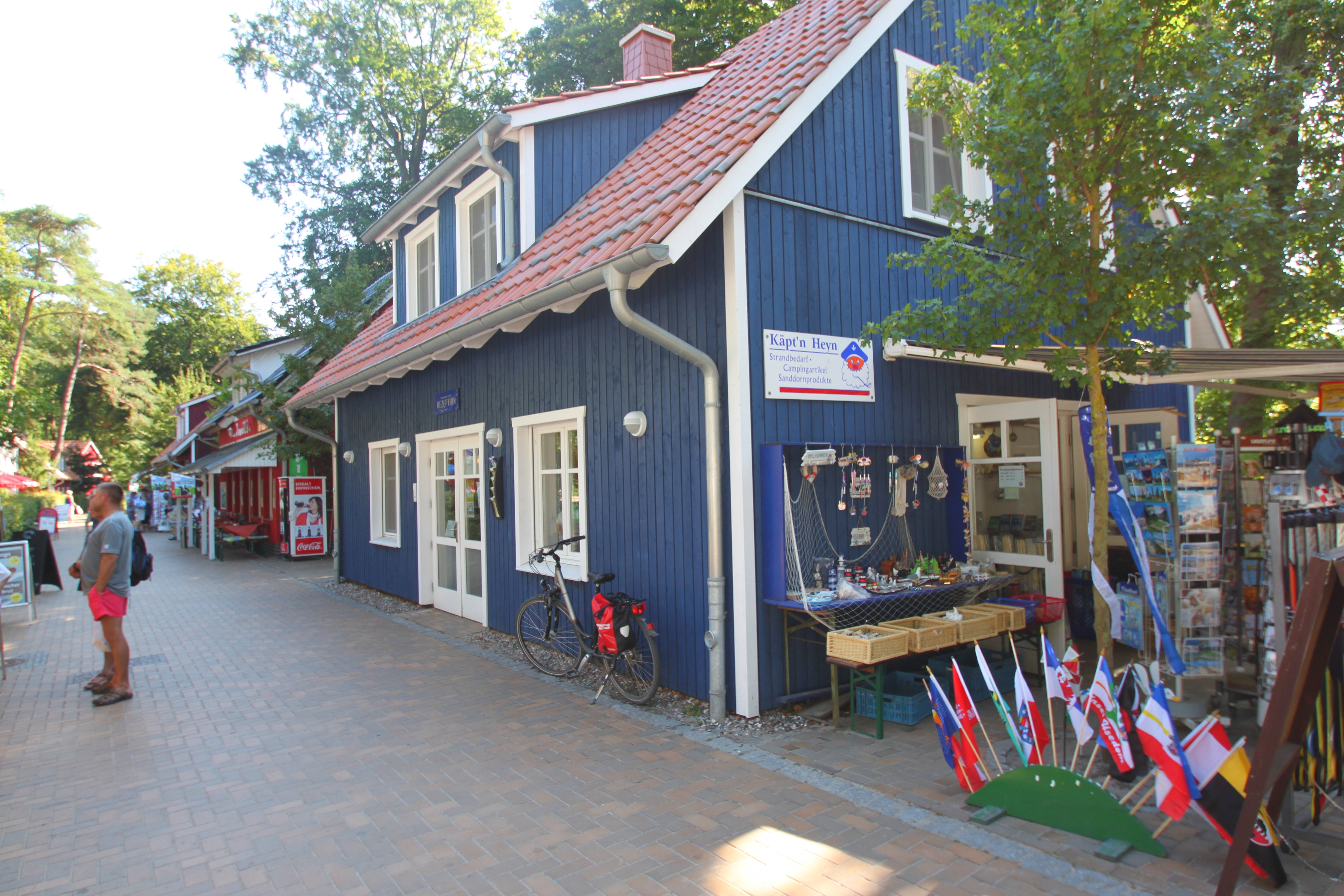
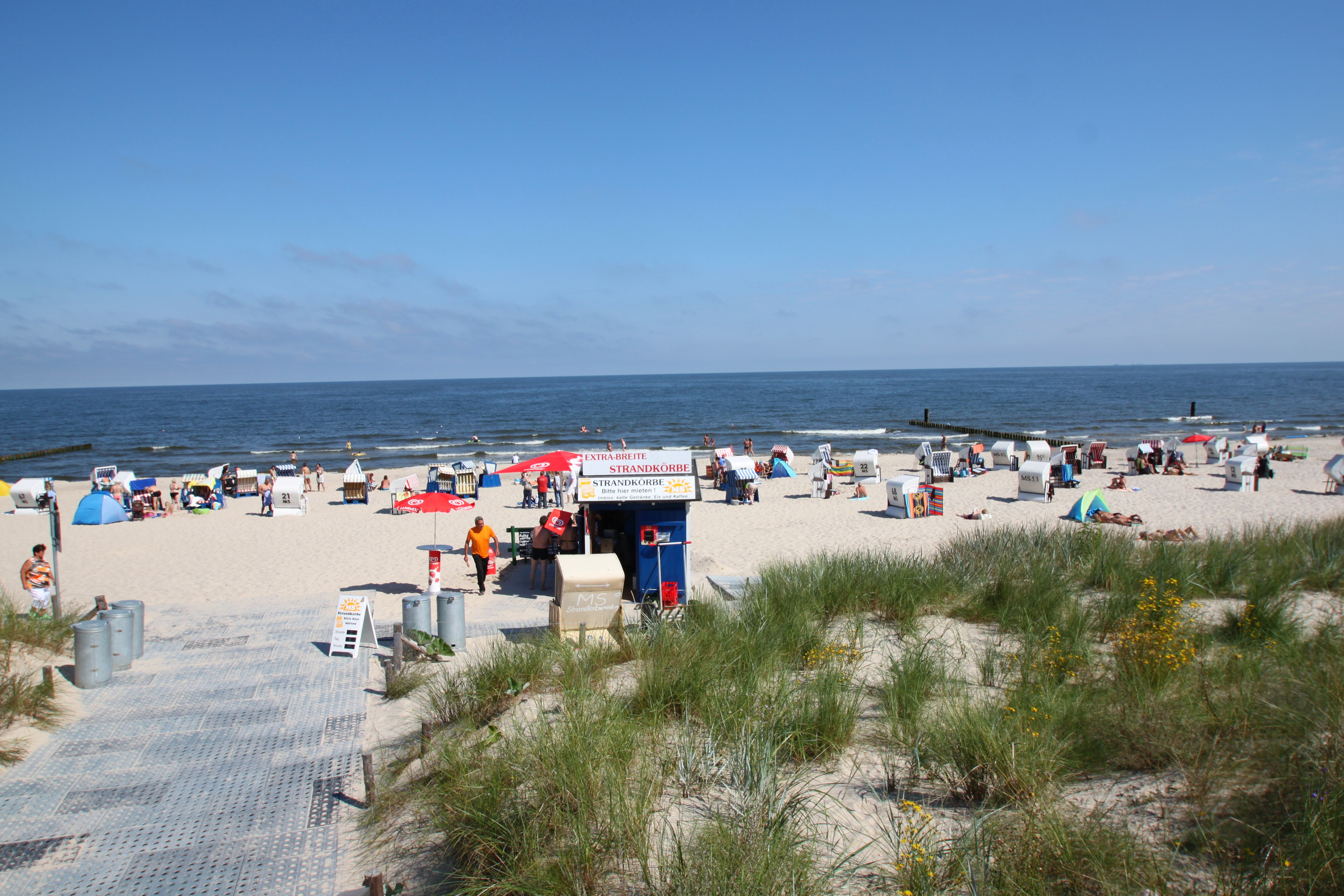
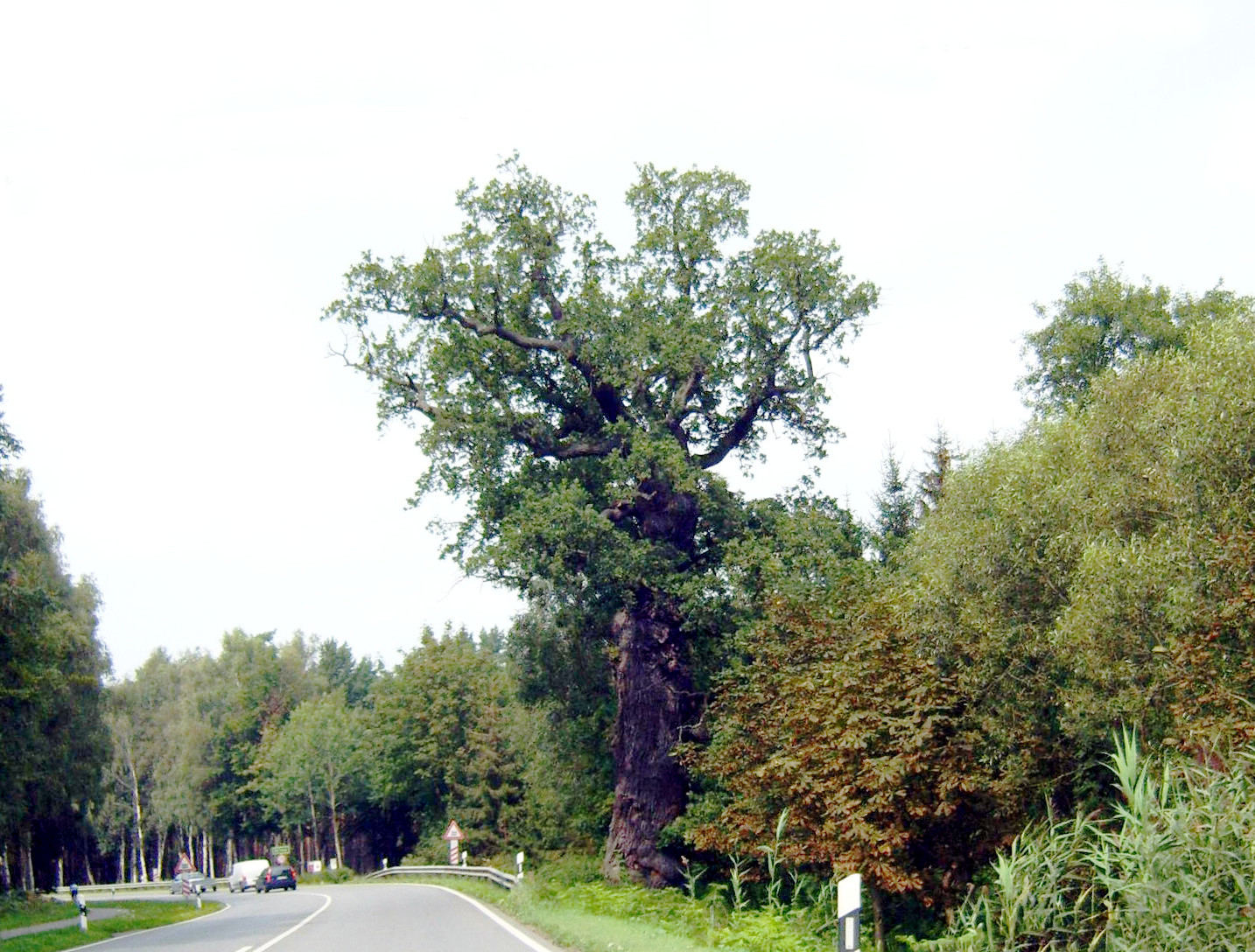